# Lucas Dutra
Lucas Dutra é um ator, realizador e argumentista português nascido em 1999. Ele tem atuado em diversas produções de cinema, teatro e televisão em Portugal irmão da também atriz Laura Dutra.

## Biografia
Lucas Dutra iniciou sua carreira artística em novelas populares como "Alma e Coração" (SIC) "A Prisioneira" e "Bem Me Quer" (TVI), consolidando sua presença na televisão portuguesa. Além da atuação, ele tem interesse em teatro e realizações, tendo recebido prémios como o Globo de Ouro de Revelação do Ano e um prémio no Festival de Cannes, pelo seu trabalho como realizador.
Dutra busca equilibrar sua carreira entre atuação, realização e escrita de roteiros, buscando inovação e crescimento profissional.

## Carreira e Conquistas

### Cinema
Lucas Dutra ganhou reconhecimento com a curta-metragem (Nós) Na Cabeça, que lhe rendeu o prêmio de Melhor Argumento na competição #TikTokShortFilm no Festival de Cannes em 2023. Ele também protagonizou a longa-metragem histórica Revolução sem Sangue, abordando a temática dos assassinatos do 25 de Abril de 74.

### Televisão
Dutra tem um histórico de atuações em novelas e séries populares, incluindo:
- Valhalla 3 (Netflix, 2022) como Niketas.
- Lua de Mel (SIC, 2022) como Cristiano.
- As Vizinhas (RTP, 2021) como Zacarias.
- Bem Me Quer (TVI, 2020/1) como João Maria.
- Prisioneira (TVI, 2019) como Sahid.
- Alma e Coração (SIC, 2018/9) como Zé Maria.
- Participações em A Teia (TVI, 2019), Amar Depois de Amar (TVI, 2019), Air Lino (RTP1, 2018), Circo Paraíso (RTP1, 2018), Paixão (SIC, 2017), Água de Mar (RTP1, 2014), Bem-Vindos a Beirais (RTP1, 2014) e Os Nossos Dias (RTP1, 2013).

### Teatro
No teatro, Dutra participou de produções como Trouble, dirigido por Gus Van Sant, e Oliver Twist.

### Direção e Realização
Dutra escreveu, realizou e editou (Nós) Na Cabeça, premiada em Cannes; Do outro lado, vencedora de 6 prêmios no festival 48hours Lisboa; e coordenou, escreveu e realizou o projeto #NaWeb, baseado na série Morangos com Açúcar.

## Formação Profissional
Dutra estudou Cinema na Middlesex University em Londres, especializando-se em Direção e Roteiro.

## Prémios e Reconhecimentos
Lucas Dutra recebeu diversos prémios , incluindo Melhor Argumento no Festival de Cannes (2023), seis prémios no festival internacional 48 hours (2023) e Revelação do Ano na XXVII Gala dos Globos de Ouro (2023).

## Vida Pessoal
Informações sobre a vida pessoal de Lucas Dutra não são amplamente divulgadas, mantendo um foco na sua carreira profissional.

## Filmografia

### Cinema
| Ano  | Título               | Papel/Contribuição                | Notas                                                                |
| ---- | -------------------- | --------------------------------- | -------------------------------------------------------------------- |
| 2023 | (Nós) Na Cabeça      | Escritor/Realizador               | Vencedor de Melhor Argumento no Festival de Cannes, #TikTokShortFilm |
| 2023 | Revolução sem Sangue | Fernando Giesteira (Protagonista) | Longa-metragem histórica                                             |

### Televisão
| Ano         | Projeto              | Papel                              | Notas                  | Canal |
| ----------- | -------------------- | ---------------------------------- | ---------------------- | ----- |
| 2013        | Bem-Vindos a Beirais |                                    | Pequena Participação   | RTP1  |
| 2013 - 2014 | Os Nossos Dias       | Henrique Santos                    | Elenco Principal       | RTP1  |
| 2014        | Água de Mar          |                                    | Pequena Participação   | RTP1  |
| 2017        | Espelho d'Água       |                                    | Pequena Participação   | SIC   |
| 2018        | Paixão               | Zé                                 | Pequena Participação   | SIC   |
| 2018        | Excursões Air Lino   | Neto                               | Elenco Adicional       | RTP1  |
| 2018 - 2019 | Circo Paraíso        | Daniel                             | Elenco Principal       | RTP1  |
| 2018 - 2019 | Alma e Coração       | José «Zé» Maria Froes              | Elenco Principal       | SIC   |
| 2019        | A Teia               | Rafael Gomes                       | Elenco Adicional       | TVI   |
| 2019        | Amar Depois de Amar  | Tiago                              | Elenco Adicional       | TVI   |
| 2019 - 2020 | Prisioneira          | Sahid Lopes                        | Elenco Principal       | TVI   |
| 2020 - 2021 | Bem Me Quer          | João Maria Cunha Trindade de Sousa | Elenco Principal       | TVI   |
| 2022        | Contado Por Mulheres | Zacarias                           | Episódio «As Vizinhas» | RTP1  |
| 2022        | Lua de Mel           | Cristiano Cruz                     | Elenco Principal       | SIC   |
| 2024        | Cacau                | Martim Vasconcelos                 | Elenco Principal       | TVI   |

### Teatro
| Ano       | Título       | Papel | Notas                                               |
| --------- | ------------ | ----- | --------------------------------------------------- |
| 2021/2022 | Trouble      | -     | Musical dirigido por Gus Van Sant, tournée europeia |
| 2015      | Oliver Twist | -     | Clássico teatral                                    |

### Dobragens
| Ano  | Título                          | Papel    | Notas         |
| ---- | ------------------------------- | -------- | ------------- |
| 2019 | Star Wars, Galaxy of Adventures | Narrador | Série animada |

### Direção e Realização
| Ano       | Título          | Papel                           | Notas                                             |
| --------- | --------------- | ------------------------------- | ------------------------------------------------- |
| 2023      | (Nós) Na Cabeça | Escritor/Realizador             | Premiada em Cannes                                |
| 2023      | Do outro lado   | Escritor/Realizador             | Vencedora de 6 prêmios no festival 48hours Lisboa |
| 2023/2024 | #NaWeb          | Coordenador/Escritor/Realizador | Baseado na série "Morangos com Açúcar"            |